# FN F2000
O FN F2000 é um fuzil de assalto bullpup em calibre 5,56×45mm OTAN, desenvolvido e produzido pela FN Herstal na Bélgica. O F2000 estreou em março de 2001 na exposição de defesa IDEX realizada em Abu Dhabi, nos Emirados Árabes Unidos. Alguns fuzis F2000 foram capturados de tropas sauditas por rebeldes Houthis no Iêmen.
Muito recentemente, a FN também introduziu uma versão civil do F2000, conhecida como FS2000. Ela tem um cano um pouco mais longo e está limitado ao fogo semiautomático; mantendo a ergonomia e sendo 100% ambidestra sem ajustes.

## Detalhes do projeto

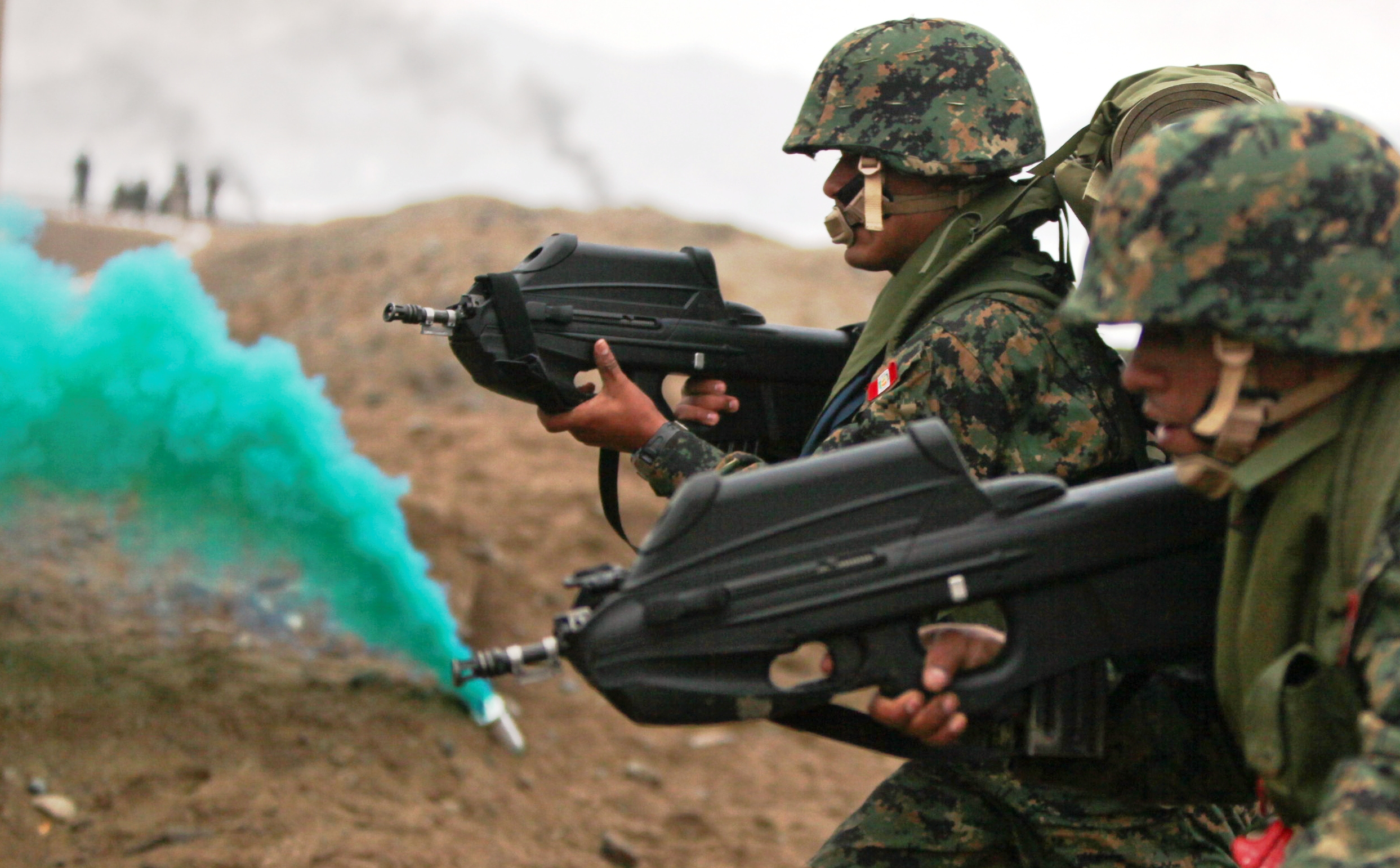
Fuzileiros navais peruanos armados com seus fuzis F2000.

O F2000 é um sistema de armas modular; seu principal componente é um fuzil de assalto compacto calibre 5,56×45mm OTAN em configuração bullpup. O F2000 é uma arma de fogo seletiva operando a partir de um ferrolho fechado.
O fuzil consiste em dois conjuntos principais: o grupo receptor de cano e a armação, acoplados por meio de um pino de eixo localizado acima do guarda-mato. O grupo do cano tem um trilho MIL-STD-1913 Picatinny integral, usado para montar miras ópticas. A estrutura ou receptor inferior contém o grupo de gatilho, o ferrolho e o conjunto do ferrolho, o mecanismo de retorno e o compartimento do carregador. Um guarda-mão removível é instalado na frente do gatilho, o qual completa e envolve o guarda-mato.
O F2000 pode ser personalizado uma missão ou situação tática particular. Em operações de manutenção da paz, o F2000 poderia ser equipado com o módulo inferior M303, menos letal, que dispara gás lacrimogêneo ou projéteis marcadores usando ar pré-comprimido. O F2000 também pode ser equipado com várias granadas de 40mm.

## Características
O F2000 é um fuzil bullpup ambidestro, de fogo automático e operado a gás. Tanto o sistema de segurança quanto o mecanismo de gatilho foram adotados na submetralhadora FN P90; a chave seletora é um disco giratório localizado abaixo do gatilho. O seletor de tiro funciona como a segurança manual da arma e protege a protege contra descargas acidentais (o disco seletor/segurança tem 3 configurações: "S" seguro, "1" modo semiautomático, "A" modo automático). A configuração "segura" desativa o gatilho. O cão, os pinos e molas são de aço, enquanto todos os outros componentes são moldados por injeção de náilon. O cartucho do fuzil é feito de materiais compostos.
O F2000 é alimentado com cartuchos padrão OTAN (STANAG 4179) com uma capacidade de 30 tiros usando munição de 5,56x45mm. O retém do carregador é instalado simetricamente na empunhadura de pistola, na frente do carregador; o retém do carregador é operada por um atuador superdimensionado, útil ao usar luvas de proteção QBN (Química, Biológica e Nuclear). O F2000 não é configurado de fábrica para ter um sistema de carregador livre devido ao atrito das gaxetas de proteção removíveis. O carregador precisa ser retirado manualmente.
O fuzil não possui um dispositivo de retenção, mantendo o ferrolho para trás; expondo a janela de ejeção após o último tiro ser disparado. A alavanca de manejo é colocada no lado esquerdo do receptor, logo acima do guarda-mão, e pode ser operada por atiradores canhotos sem ajustes. Não há pontos de acesso para a possível entrada de sujeira ou detritos; a ranhura da alavanca de manejo é selada.
O FN tem uma mira telescópica e miras laminadas dobráveis em reserva. A mira primária da arma é uma mira telescópica com uma ampliação fixa de 1,6x (o retículo também permite o uso em condições de pouca luz), contida em uma armação de plástico acima do receptor (montado no trilho MIL-STD-1913); a mira secundária é um entalhe fixo não-ajustável e lâmina frontal, moldados na tampa do compartimento da mira óptica. A tampa da mira e o módulo da mira podem ser removidos rapidamente para revelar o trilho Picatinny.
O cano de aço cromado do fuzil, forjado com martelo, mantém a precisão após 20.000 disparos normais (não-contínuos). O cano também possui um quebra-chama com um corte angular na ponta que direciona o recuo, compensando a elevação da boca do cano. O F2000 tem um retém de baioneta opcional montado próximo à boca do cano e um regulador de gás ajustável com duas configurações "normal", para munição padrão que atenda às especificações da OTAN, e "adverso", usado para enviar um volume maior de gás para o sistema para garantir funcionamento quando sujado ou quando usando munição de baixa pressão.

## Desmontagem
A desmontagem do F2000 é simples e intuitiva, consistindo em dois conjuntos principais: o cano e o receptor, unidos por um trinco de botão, localizado acima do guarda-mato do lado direito.
Após as verificações de segurança, aperta-se este botão do lado direito da arma para retirar a parte de cima da armação. Liberada a parte de cima, esta desliza para frente trazendo consigo o cano. Em seguida retira-se o conjunto do ferrolho. Ao lado do cano, move-se o êmbolo do pistão de gases, pressionando a  tecla de liberação em sentido horário até desatarraxá-la. O pistão é removido empurrando-o com a vara de limpeza por trás. Isto encerra a desmontagem em primeiro escalão.

## Mecanismo de operação

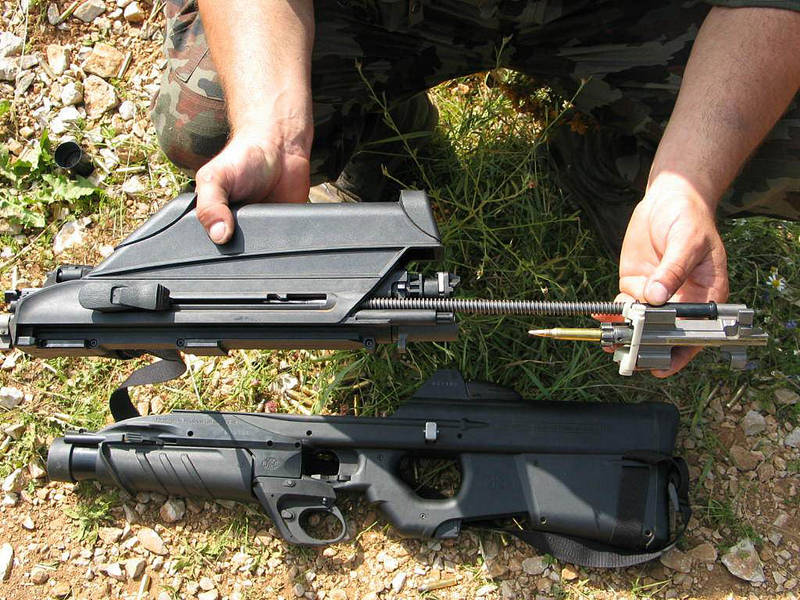
O FN F2000 parcialmente desmontado em primeiro escalão. O cartucho está agarrado no extrator do ferrolho.

Ação do pistão de curto curso.

Trancamento do ferrolho rotativo.

O FN F2000 é uma arma de tiro seletivo é um projeto operado a gás que utiliza um sistema de pistão de curso curto acionado por gases propelentes desviados para o cilindro de gás através de uma janela no cano; ele dispara de uma posição de ferrolho fechado. Em tal sistema, o primeiro tiro é carregado na câmara quando a arma é engatilhada, com o ferrolho para frente e encaixado na culatra. Quando o gatilho é puxado, apenas o percutor e sua mola se movem para frente, ambos de massa leve e, portanto, com massa mínima. De tal modo, a arma não se move e o processo não influencia a pontaria do atirador. Em oposição, um ferrolho aberto é retido atrás da culatra antes do disparo, e quando o gatilho é puxado o ferrolho avança (sob pressão da mola recuperadora), retira um cartucho do carregador, carrega-o na câmara e dispara, tudo em um único movimento. Isto causa uma redistribuição pesada de massa e move o armamento quando o gatilho é puxado, com o ferrolho batendo pra frente e, portanto, movendo a pontaria. Sua vantagem é o custo mais baixo e melhor refrigeração. O FN F2000 tem um ferrolho rotativo que possui 6 alças de trancamento radiais, um extrator movido a mola e ejetor. A câmara, o ferrolho e o mecanismo ejetor podem ser acessados abrindo uma tampa de inspeção articulada no receptor, atrás da montagem da mira óptica.
O F2000 usa um sistema de ejeção exclusivo, ejetando os estojos dos cartuchos usados para a frente e para o lado direito da arma, através de um tubo acima do cano. Este método de ejeção permite uma operação totalmente ambidestra; o fuzil pode ser usado sem qualquer modificação por atiradores destros e canhotos sem risco de atingir o atirador. Este padrão de ejeção foi obtido usando uma bandeja giratória de polímero, que intercepta o estojo vazio da face do ferrolho imediatamente após o desengate do extrator. À medida que o estojo vazio é extraído, ele é armazenado enquanto o conjunto do oscilador se inclina para levantá-lo acima e para longe do caminho de alimentação enquanto o próximo cartucho é retirado do carregador pela cabeça do ferrolho. O estojo é alimentado na bandeja localizada em uma cavidade na parede do receptor, que então gira o estojo do cartucho e o direciona para uma rampa (acima do cano); o estojo é descartado da bandeja basculante ao ser impactado por um pino no conjunto do ferrolho se movendo em seu retorno para a frente. Somente quando o tubo de ejeção contém mais de cinco estojos é que o primeiro deles é ejetado para a frente por uma janela logo atrás e à direita da boca do cano. Isso é contínuo: a cada cinco tiros disparados, todos os cinco estojos são ejetados em uma rajada, até que o carregador esteja vazio. Assim, um carregador de 30 tiros será ejetado em seis rajadas de cinco estojos.
Este sistema é protegido por patente (patente número 5675924 datada de 14 de outubro de 1997, por René Predazzer, e patente 6389725 de 25 de fevereiro de 2000, de Charles Denuit). A ambidestria fornecida pela ejeção para frente é seu benefício mais óbvio e remove muitas das dificuldades táticas e do usuário; tais como a falta de tal ambidestria, com gás e detritos liberados próximo ao rosto do atirador que os desenhos bullpup podem criar - como ocorre no SA80 ou OC-14.

## Lança-granadas

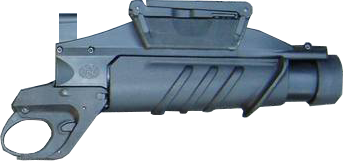
Lança-granadas FN GL1 40mm.

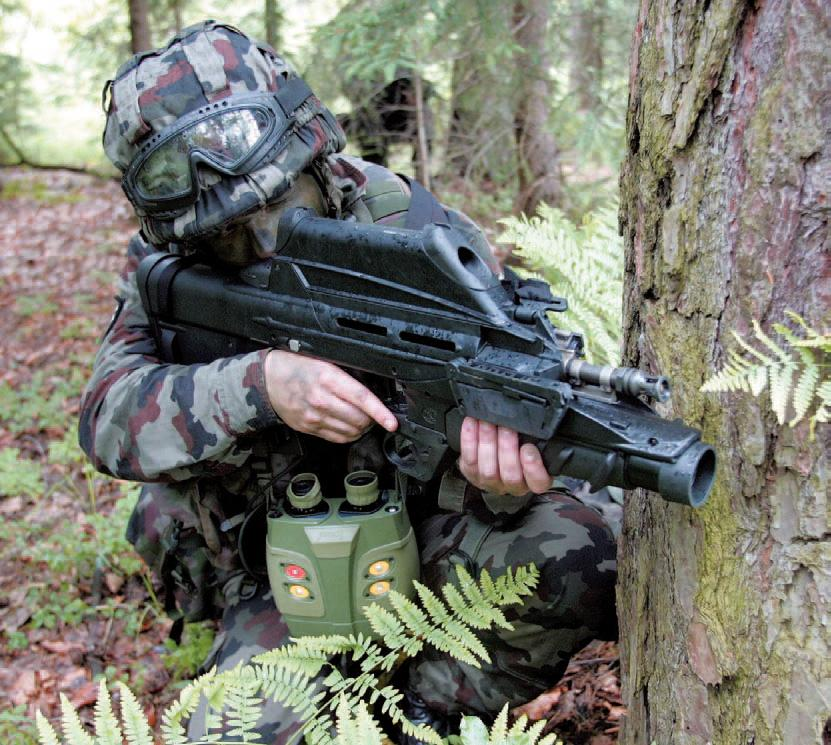
Soldado esloveno equipado com o lança-granadas.

Um dos módulos desenvolvidos para o sistema F2000 é um lança-granadas GL1 suspenso leve de 40mm (peso vazio de 1kg) que usa granadas padrão de baixa velocidade de 40×46mm. O lançador é uma arma retro-carregada de tiro único com um cano que desliza para frente para carregar e descarregar (como o lança-granadas M203), travado pela rotação axial do cano.
O gatilho do lança-granadas é instalado diretamente sob o gatilho do F2000 para que possa ser manipulado sem remover a mão de tiro do cabo da pistola do fuzil. O gatilho de ação dupla permite que o operador realize uma nova tentativa se a espoleta de percussão da granada não acender. O botão de liberação da culatra está localizado no lado esquerdo do corpo do lançador, tal como no M203. O lança-granadas vem com uma mira de escada basculante básica, mas foi projetado para ser usado com um sistema de controle de fogo opto-eletrônico especialmente projetado, denominado FCS, desenvolvido em cooperação com a empresa finlandesa Noptel.
O módulo de mira é instalado no lugar da mira óptica padrão e se torna a mira principal da arma quando montada, mas seu objetivo principal é determinar e indicar com precisão o alcance do alvo de uma granada. O módulo é alimentado por uma bateria de 9V, instalada na coronha, atrás do alojamento do carregador. O pacote de energia também se destina a fornecer energia a quaisquer outros acessórios ou sistemas táticos que possam ser introduzidos. O FCS integra um telêmetro a laser de baixa potência (preciso dentro de 1m), um canal de mira diurna com um retículo projetado eletronicamente, uma leitura de exibição de faixa medida e um indicador de ajuste de elevação de diodo. O F2000 FCS também contém software com propriedades balísticas de até seis tipos de granadas de 40mm e pode ser reprogramado para aproveitar as vantagens de futuras melhorias na munição. As baterias do FCS estão localizadas na parte de baixo da soleira da coronha.
O sistema de controle de fogo calcula uma solução de tiro manifestada pelo ângulo de elevação do cano usando informações de alcance do alvo do telêmetro a laser (o telêmetro é ativado pressionando um botão no punho da pistola, abaixo do gatilho), corrigido manualmente pelo atirador através de uma interface com botões (botões de adicionar/subtrair) na tampa superior do FCS para levar em conta os ventos laterais ou de retaguarda que podem afetar o alcance desejado. Depois de obter uma medição de alcance, a distância ao alvo é exibida em uma tela de cristal líquido e o diodo de elevação pisca em vermelho. Uma vez que uma elevação correta tenha sido alcançada inclinando o fuzil, o diodo muda para verde indicando que a arma está pronta para disparar.

## Variantes

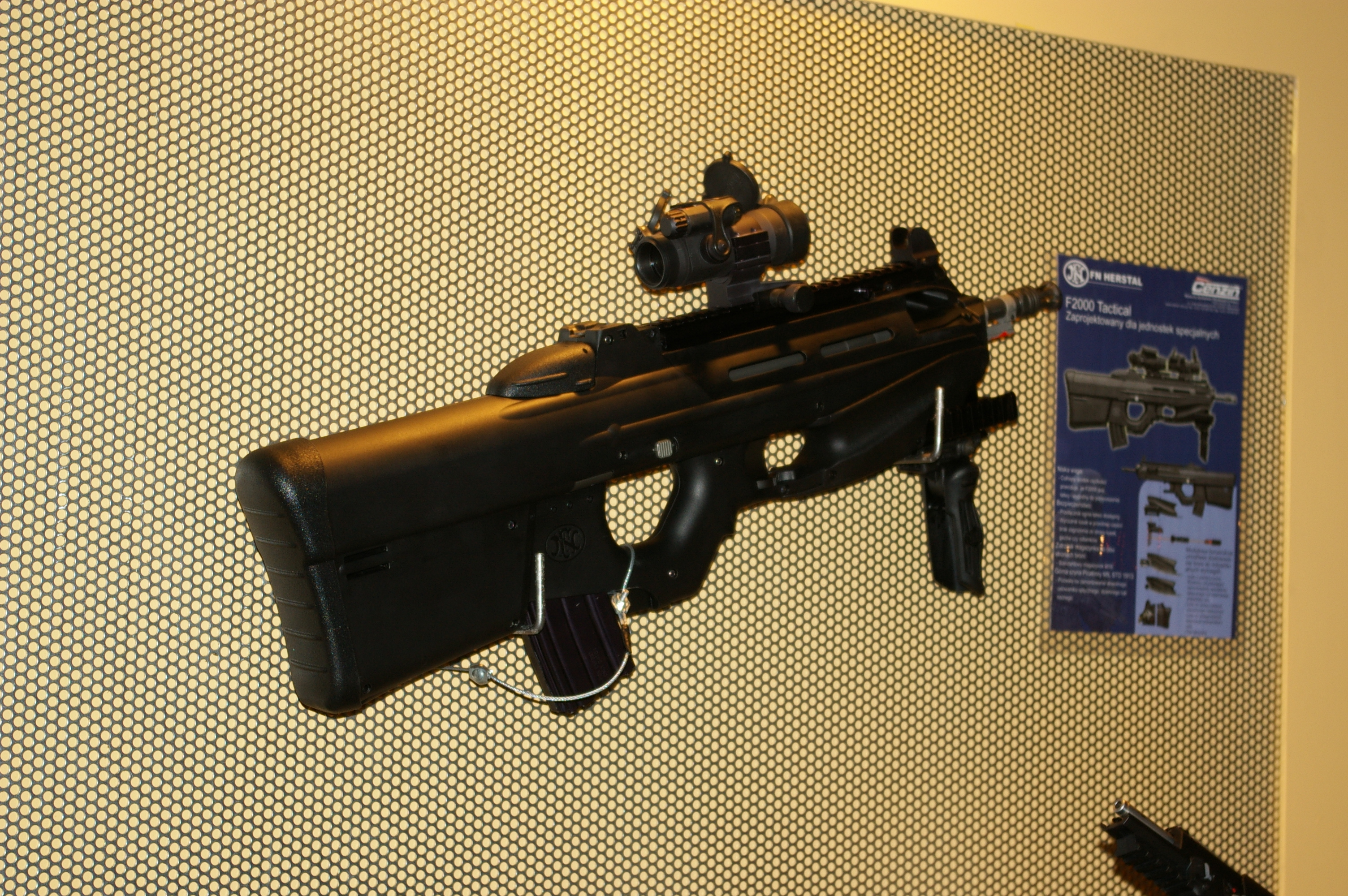
F2000 Tactical.

### F2000 Tactical
A variante com trilho F2000 Tactical é semelhante ao modelo padrão, mas não tem a mira óptica e vem com um trilho superior MIL-STD-1913 com receptor superior estendido com mira de ferro rebatível, permitindo a instalação de acessórios de trilho Picatinny.

### F2000 Tactical TR
A variante F2000 Tactical TR é semelhante ao modelo F2000 Tactical, mas inclui um guarda-mão com trilho triplo para acessórios adicionais.

### FS2000
Projetado para propriedade civil, o FS2000 é uma versão semiautomática do F2000 que foi disponibilizada pela primeira vez em junho de 2006. O modelo FS2000 Tactical é equipado com um cano estendido com um freio de boca permanentemente conectado e um raiamento com o passo de 1:7 para a direita; o retém da baioneta não foi incluído nos fuzis FS2000.
O guarda-mão inferior pode ser removido da mesma maneira que o F2000 para aceitar a mesma variedade de acessórios. Ele vem com um trilho óptico de trilho Picatinny junto com miras de ferro reservas. A abertura da alça de mira retrátil National Match é ajustável para vento, enquanto a massa de mira removível é ajustável para elevação. Um pequeno número dos primeiros modelos apresentava um contorno de cano escalonado, bem como um retém de baioneta fresado.
As medições no raiamento do cano escalonado foram tão longas quanto no cano não-escalonado, revelando que o cano escalonado não é simplesmente um cano militar F2000 mais curto com um freio de boca estendido, o qual é semelhante àquele do PS90.
Uma variante do FS2000, chamada FS2000 Standard, é equipada com a mira óptica de ampliação de 1,6x  F2000 e tampa da mira.

## Galeria

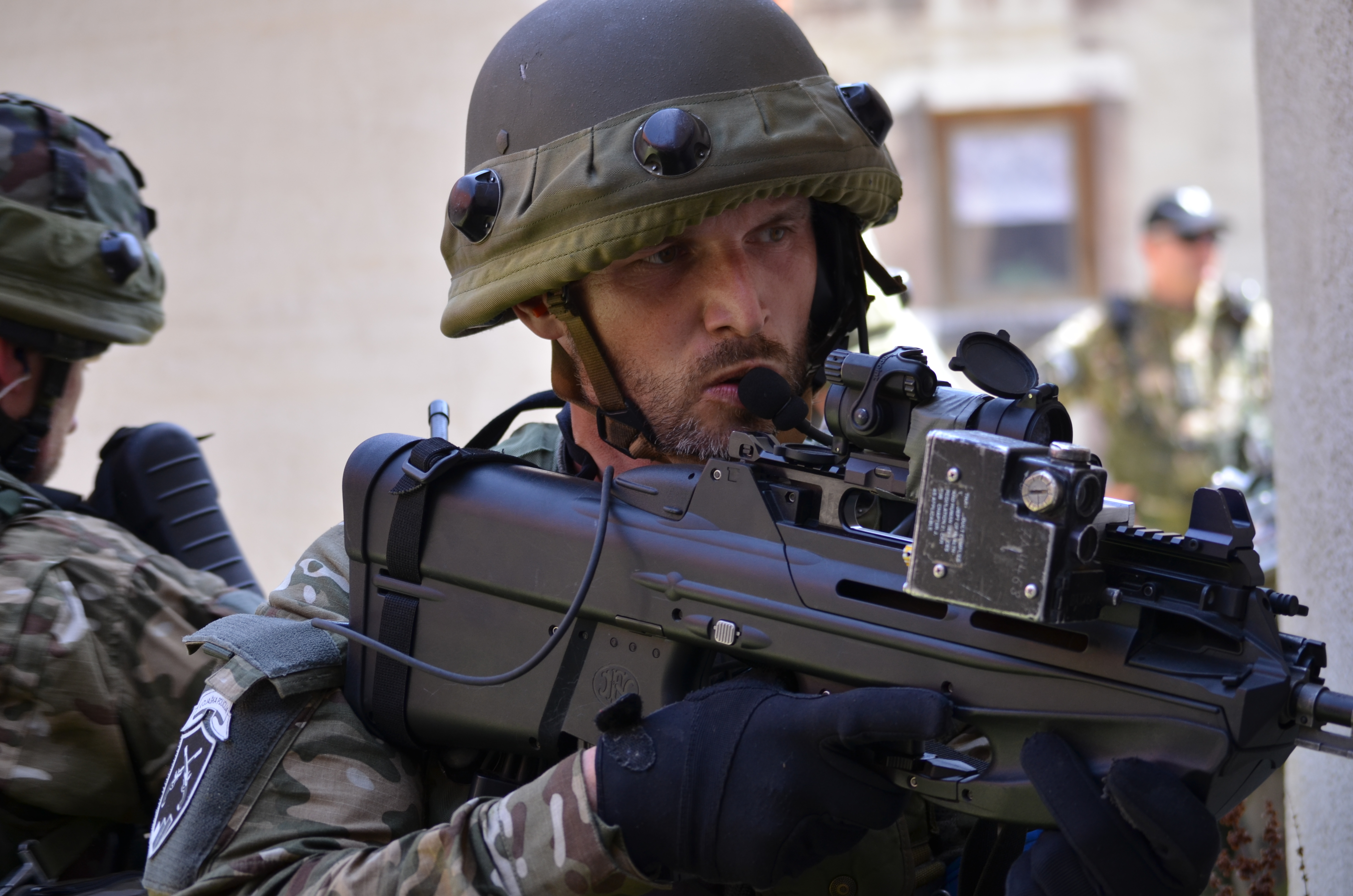
Militar esloveno com um F2000 S.
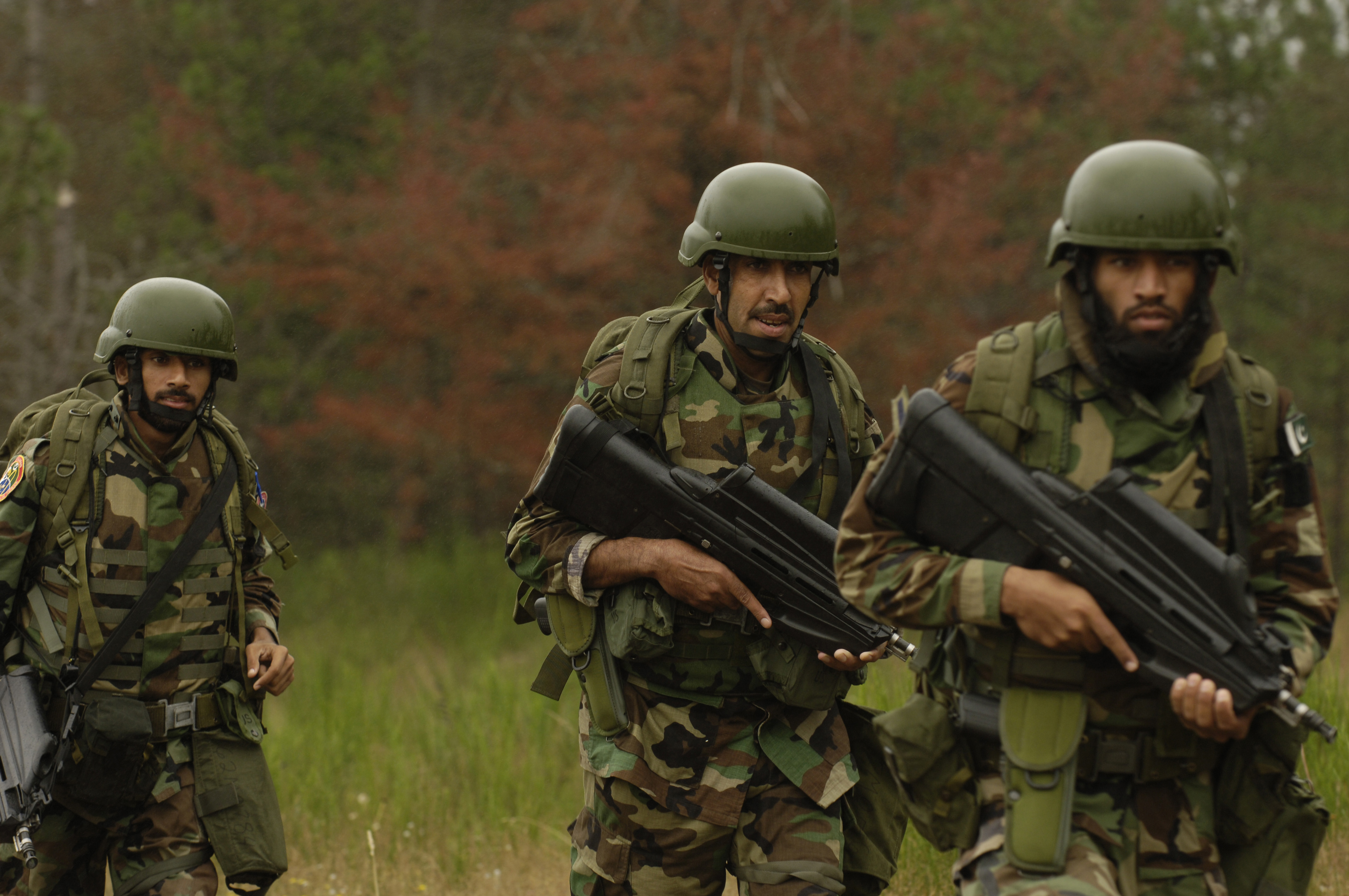
Militares da Ala de Serviço Especial, da Força Aérea do Paquistão, armados com fuzis F2000.
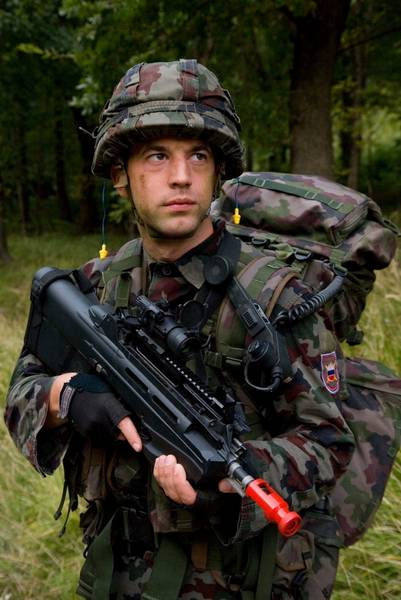
Um FN F2000 nas mãos de um soldado da Eslovênia.
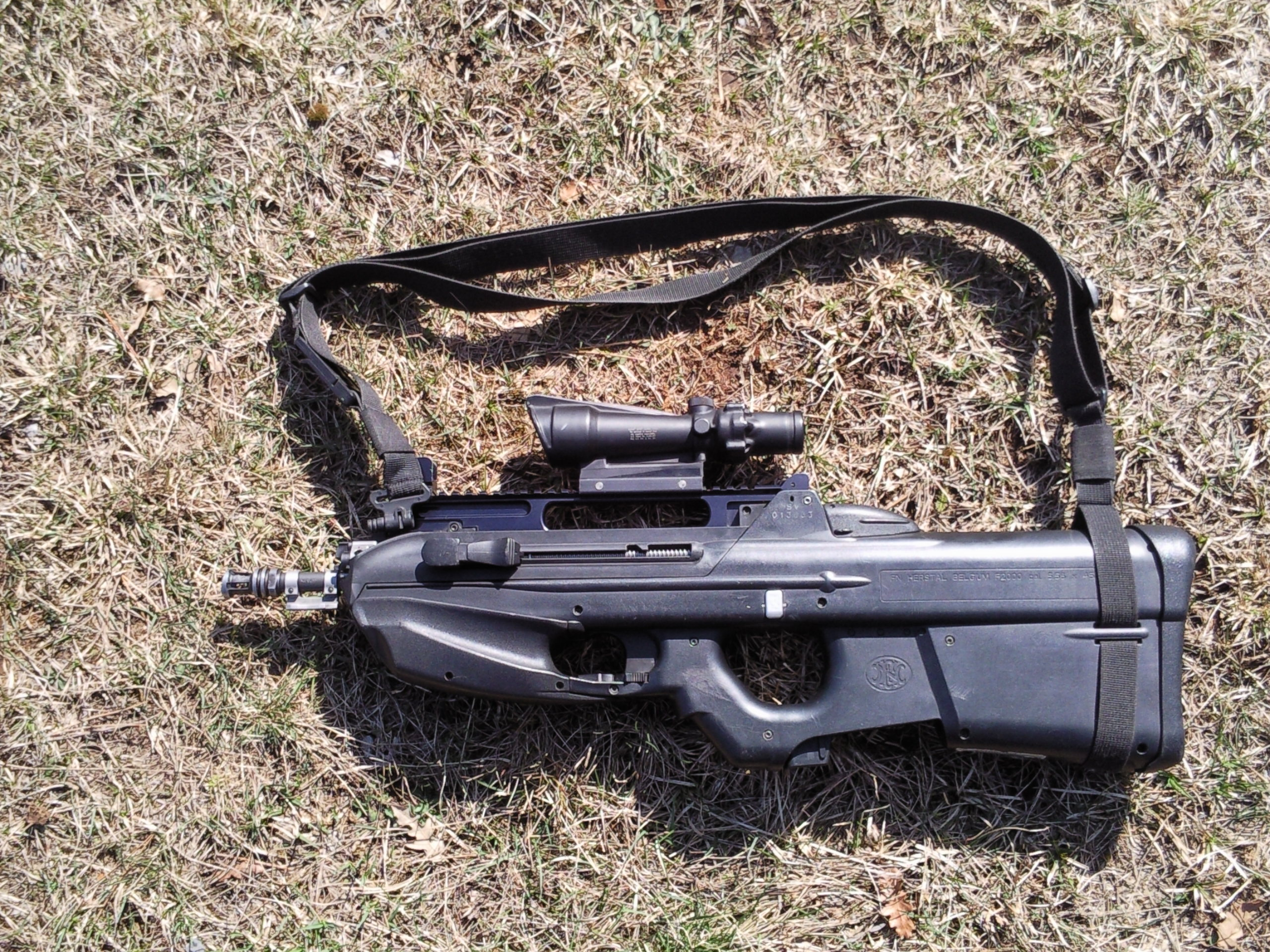
A variante FN F2000 S, com bandoleira.
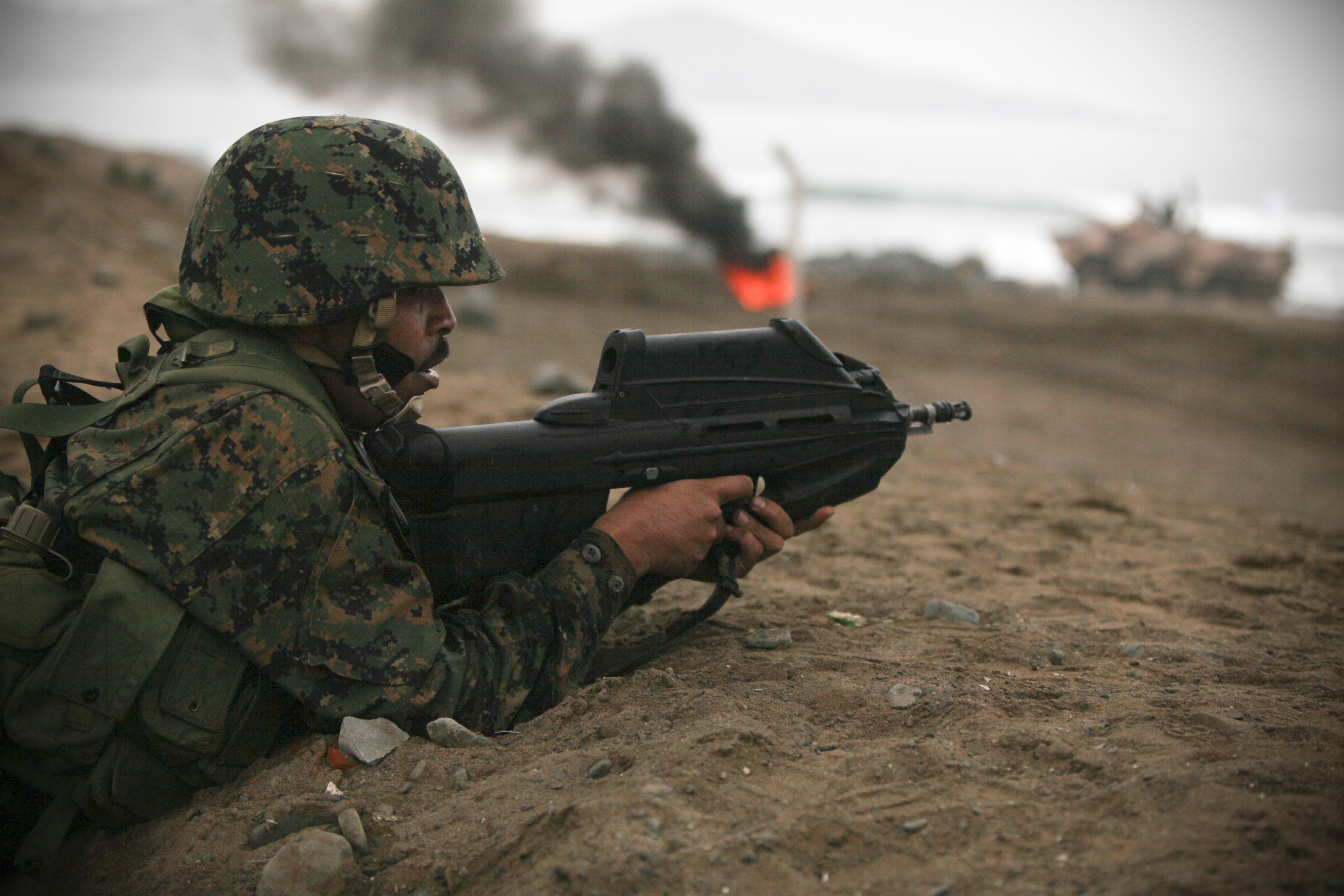
Um oficial peruano com seu F-2000.
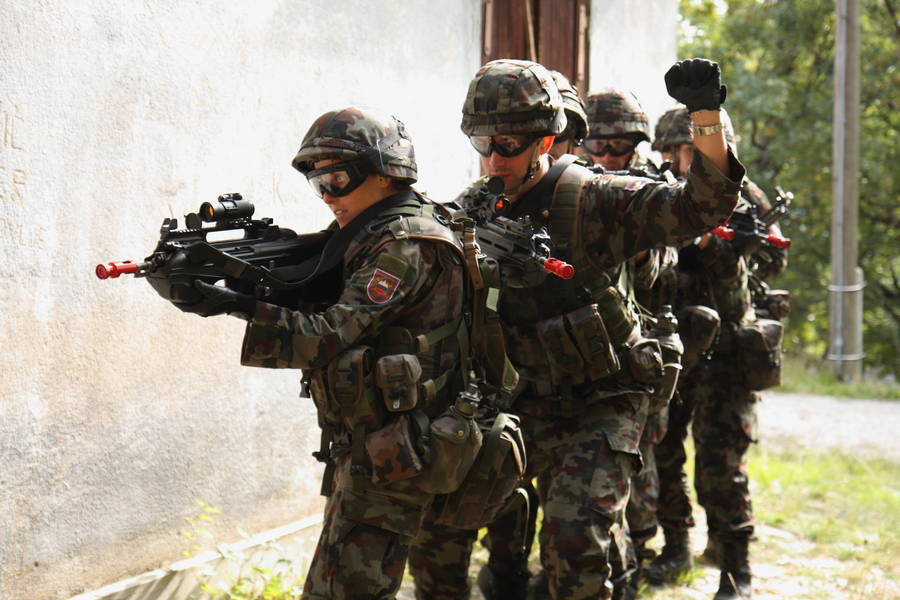
Soldados eslovenos treinando CQB.
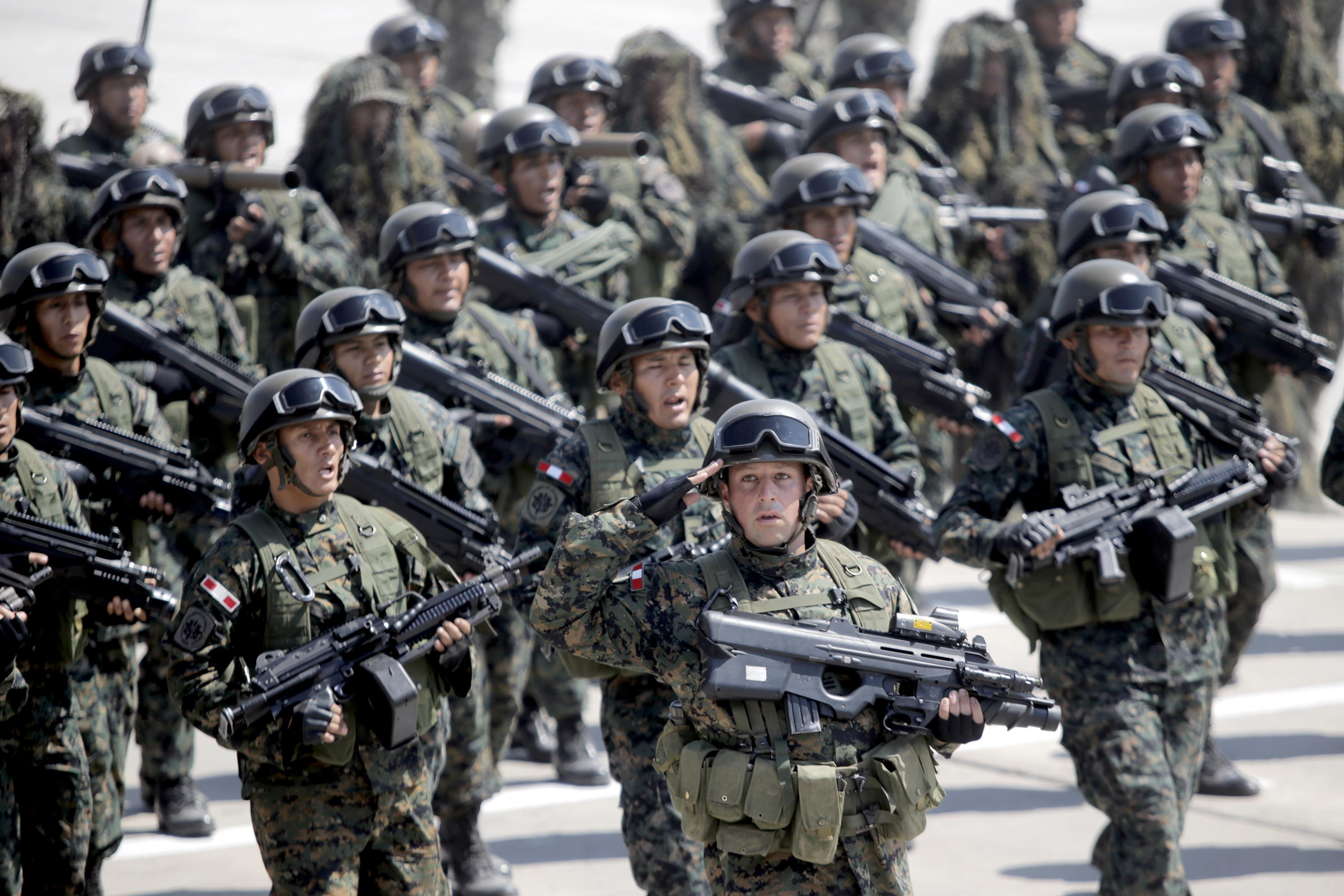
Militares peruanos desfilando com o F2000.
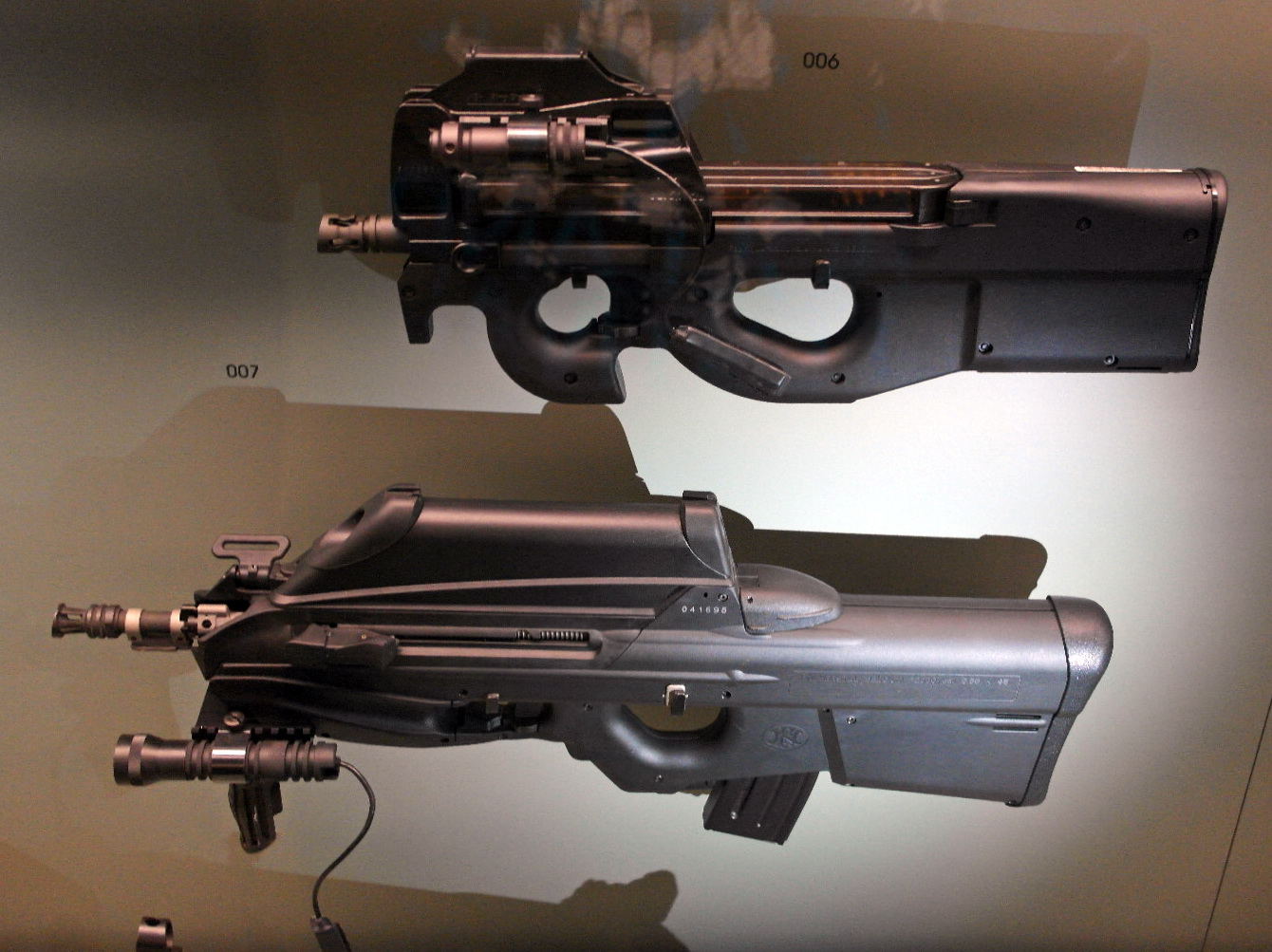
A submetralhadora FN P90 (acima) e o FN F2000 na coleção de armas do Musée des armes no Grand Curtius em Liège, na Bélgica.

## Uso operacional
O FN F2000 é um novo entrante no mundo das armas, e foi adotado majoritariamente por unidades de elite ou especiais em números limitados. A Guarda Nacional da Arábia Saudita comprou um lote de 55 mil fuzis FN F2000 em 2005, 3.600 dos quais equipados com o lança-granadas. Este foi o primeiro grande pedido recebido pela FN Herstal para o seu novo bullpup. Alguns desses fuzis foram capturados por rebeldes hutis na guerra do Iêmen.
Em junho de 2006, a Eslovênia adotou o FN F2000 como seu fuzil padrão. Esta foi a primeira encomenda significativa (e oficial) de um país europeu, com 6.500 unidades. O novo fuzil foi apresentado ao público em 25 de julho de 2007. Este número subiria para as 14 mil unidades. Em 2021, o exército esloveno desdobrou com o F2000 no Grupo de Batalha da Letônia como parte do esforço de presença da OTAN no Báltico.

Alguns unidades foram vendidas para a Líbia de Qaddafi e apareceram nas mãos das Brigadas Izz ad-Din al-Qassam em Gaza, captando a atenção da mídia internacional. Durante a missão de paz no Timor Leste, fuzis FN F2000 foram utilizados por equipes de guarda-costas timorenses e pela Polícia Nacional de Timor-Leste. Outra unidade de guarda-costas que também adotou o FN F2000 foi o Grupo Especial de Proteção (Special Protection Group, SPG), encarregado da segurança do primeiro-ministro indiano e dos seus familiares imediatos.